# Bức thư bí mật
Bức thư bí mật là một di cảo của Huỳnh Thúc Kháng, nguyên bằng Hán văn (Anh Minh đã dịch và xuất bản tại Huế năm 1957). Đây là bức thư của cụ Huỳnh Thúc Kháng trả lời cụ Kỳ Ngoại Hầu Cường Để năm 1943 (Lịch trình cách mạng Việt Nam trong thời kỳ thuộc Pháp). Bức thư là một tư liệu khảo cứu quý báu về những nhà chí sĩ, phương hướng lãnh đạo của họ, tư tưởng của họ đối với Việt Nam thời thuộc Pháp những năm đầu thế kỷ 20. Trong bức thư này cụ Huỳnh Thúc Kháng cũng chỉ rõ thực trạng nước Việt những năm ấy.
(Di cảo Cụ Mính Viên Huỳnh Thúc Kháng, Bức thư bí mật của cụ Huỳnh Thúc Kháng trả lời cụ Kỳ Ngoại Hầu Cường Để năm 1943, Anh Minh xuất bản, Huế, 1957)